# Francisca Felicitas van der Veckenen
Francisca Felicitas van der Veckenen, gift von Stöcken (1689 – 24. december 1766) var en nederlandsk-dansk adelsdame.
Hun var datter af prokansler i Hertugdømmet Geldern. Hun var gift med generalløjtnant Gerhard Christian von Stöcken og blev 1752 Dame de l'union parfaite.